# District de Košice-okolie
Le district de Košice-okolie (littéralement « Košice-environs ») est l’un des 79 districts de Slovaquie, situé dans la région de Košice C’est le seul pour lequel les administrations se trouve en dehors du territoire du district, dans la ville de Košice, enclavée dans le district.

## Démographie

### Évolution de la population
| Année:               | 1994.   | 2004.   | 2014.    | 2024.   |
| -------------------- | ------- | ------- | -------- | ------- |
| Nombre de personnes: | 101 315 | 110 221 | 123 377  | 133 321 |
| Différence:          |         | +8,79 % | +11,93 % | +8,05 % |

| Année:               | 2023.   | 2024.   |
| -------------------- | ------- | ------- |
| Nombre de personnes: | 131 955 | 133 321 |
| Différence:          |         | +1,03 % |

## Liste des communes
Source :
Ville :
Medzev, Moldava nad Bodvou
Villages :
Bačkovík, Baška, Belža, Beniakovce, Bidovce, Blažice, Bočiar, Bohdanovce, Boliarov, Budimír, Bukovec, Bunetice, Buzica, Cestice, Čakanovce, Čaňa, Čečejovce, Čižatice, Debraď, Drienovec, Družstevná pri Hornáde, Ďurďošík, Ďurkov, Dvorníky-Včeláre, Geča, Gyňov, Hačava, Háj, Haniska, Herľany, Hodkovce, Hosťovce, Hrašovík, Hýľov, Chorváty, Chrastné, Janík, Jasov, Kalša, Kecerovce, Kecerovský Lipovec, Kechnec, Kokšov-Bakša, Komárovce, Kostoľany nad Hornádom, Košická Belá, Košická Polianka, Košické Oľšany, Košický Klečenov, Kráľovce, Kysak, Malá Ida, Malá Lodina, Milhosť, Mokrance, Mudrovce, Nižná Hutka, Nižná Kamenica, Nižná Myšľa, Nižný Čaj, Nižný Klátov, Nižný Lánec, Nová Polhora, Nováčany, Nový Salaš, Obišovce, Olšovany, Opátka, Opiná, Paňovce, Peder, Perín-Chym, Ploské, Poproč, Rákoš, Rankovce, Rešica, Rozhanovce, Rudník, Ruskov, Sady nad Torysou, Seňa, Skároš, Slančík, Slanec, Slanská Huta, Slanské Nové Mesto, Sokoľ, Sokoľany, Svinica, Šemša, Štós, Trebejov, Trsťany, Trstené pri Hornáde, Turňa nad Bodvou, Turnianska Nová Ves, Vajkovce, Valaliky, Veľká Ida, Veľká Lodina, Vtáčkovce, Vyšná Hutka, Vyšná Kamenica, Vyšná Myšľa, Vyšný Čaj, Vyšný Klátov, Vyšný Medzev, Zádiel, Zlatá Idka, Žarnov, Ždaňa